# Студентски дом „Kраљ Александар I” у Београду
Студентски дом „Kраљ Александар I” у Београду се налази у Булевару краља Александра 75 и представља непокретно културно добро као споменик културе. Од 1946. до 2004. године, дом је носио име народног хероја Иве Лоле Рибара, и још увек познат као „Лола” међу студентима.
Дом броји 195 соба са 521 местом и има студентски ресторан са 220 места.

## Историјат и изглед
Почетком 1920-тих, било је мало капацитета за домски смештај студената: од три локације после рата, до 1924. остала је само једна, у „полупорушеној” кући у Васиној улици, осам соба са 36 кревета, већином у бедном стању. Након што је нови ректор Павле Поповић обишао ово место, образован је одбор за подизање студентског дома.
Управа Краљевог фонда је упутила Београдској општини молбу да поклони терен за градњу студентског дома. У фебруару 1925, Грађевинска секција је одговорила повољно, предвиђен је "терен у парку званом Ћирила и Методија на Тркалишту, преко пута терена одређеног за Университет".
Студентски дом краљ Александар I је саграђен 1927-1928. године, према пројекту руског архитекте Георгија Павловича Коваљевског, за студенте Београдског универзитета. Главна фасада истакнута улазном степенишном партијом и балконом првог спрата окренута је ка раскрсници Улице 27. марта и Булевара краља Александра. Конципиран је као слободностојећи објекат разуђене основе трапезоидног облика који у силуети остварује масивну кубусну форму.
Фасаде су подеоним венцем рашчлањене на приземље и три спрата, са низом ритмично распоређених прозорских отвора. Присутна градација на фасадама од зоне приземља ка последњем спрату, остварена је применом декоративне пластике изведене у традицији академизма, што доприноси репрезентативности објекта.
Зграда студентског дома представља типичан пример архитектуре Београда у периоду између два рата, који је отворио могућност да се монументалним и раскошним академским архитектонским решењем на најбољи начин материјализује и презентује нова друштвена стварност. Значајан урбанистички положај у формирању градског центра, специфична намена одржана до данас, архитектонски концепт који сведочи о умећу једног из групе руских архитеката који су у послератно доба утицали на формирање Београда као једне од европских метропола, значајно доприносе његовим архитектонско-урбанистичким и културно-историјским вредностима.

## Галерија
- Студентски дом краљ Александар I у Београду
- Задња фасада ка парку "Ћирило и Методије"